# Torso de mujer
Torso de mujer, popularmente conocida como La gorda, es una conocida escultura de Fernando Botero ubicada en la zona céntrica de Medellín, dándole la espalda a la sede del Banco de la República, y de frente al Parque de Berrío.